# Astral Doors
Astral Doors è una band Heavy metal svedese fondata a Borlänge. Nelle loro canzoni parlano di religione e storia.

## Formazione
- Nils Patrik Johansson - (voce)
- Joachim Nordlund - (chitarra)
- Martin Haglund - (Chitarra)
- Mika Itäranta - (basso)
- Johan Lindstedt - (batteria)
- Jocke Roberg - (tastiere)

## Discografia
Album in studio
- 2003 - Of the Son and the Father
- 2005 - Evil Is Forever
- 2006 - Astralism
- 2007 - New Revelation
- 2010 - Requiem of Time
- 2011 - Jerusalem
- 2014 - Notes From The Shadows
- 2017 - Black Eyed Children
- 2019 - Worship or Die

EP
- 2005 - Raiders Of The Ark